# オオオナモミ
オオオナモミ（大葈耳、学名：Xanthium occidentale）はキク科オナモミ属の一年草。同属のなかで最も大きく育つ。

## 分布
北アメリカが原産地である。
南アメリカ、ヨーロッパ、オセアニア、アジア（日本を含む）に移入分布する。

## 特徴
一年生の草本。茎の高さは50 - 200センチメートル (cm) ほどになる。草姿はオナモミによく似るが、茎や葉柄は褐紫色に染まるものが多い。また枝葉が広い範囲に渡って広がる。
葉はやや大きく、形状はカエデに似て3 - 5裂し、質は厚く、表面はザラザラとしている。鋸歯は尖らない。
花は秋に咲き、雌雄異花である。雄花は枝の先の方につき、白っぽいボンボリ状になるが、雌花は緑色の塊状のものの先端にちらりと顔を出すのみである。
オオオナモミも他のオナモミと同じように、果実に多数の棘（とげ）があり、長さは3 - 6ミリメートル (mm) 、この棘によって動物の毛や人の衣服に付着する。果苞はオナモミよりも数が多く、互いに接してつき、長さは1.8 - 2.5 cm、幅1 - 1.8 cmほどある。果実の面は毛が少なく、光沢があり、熟すと褐色になる。これにより種を伝播し、範囲を広げる。

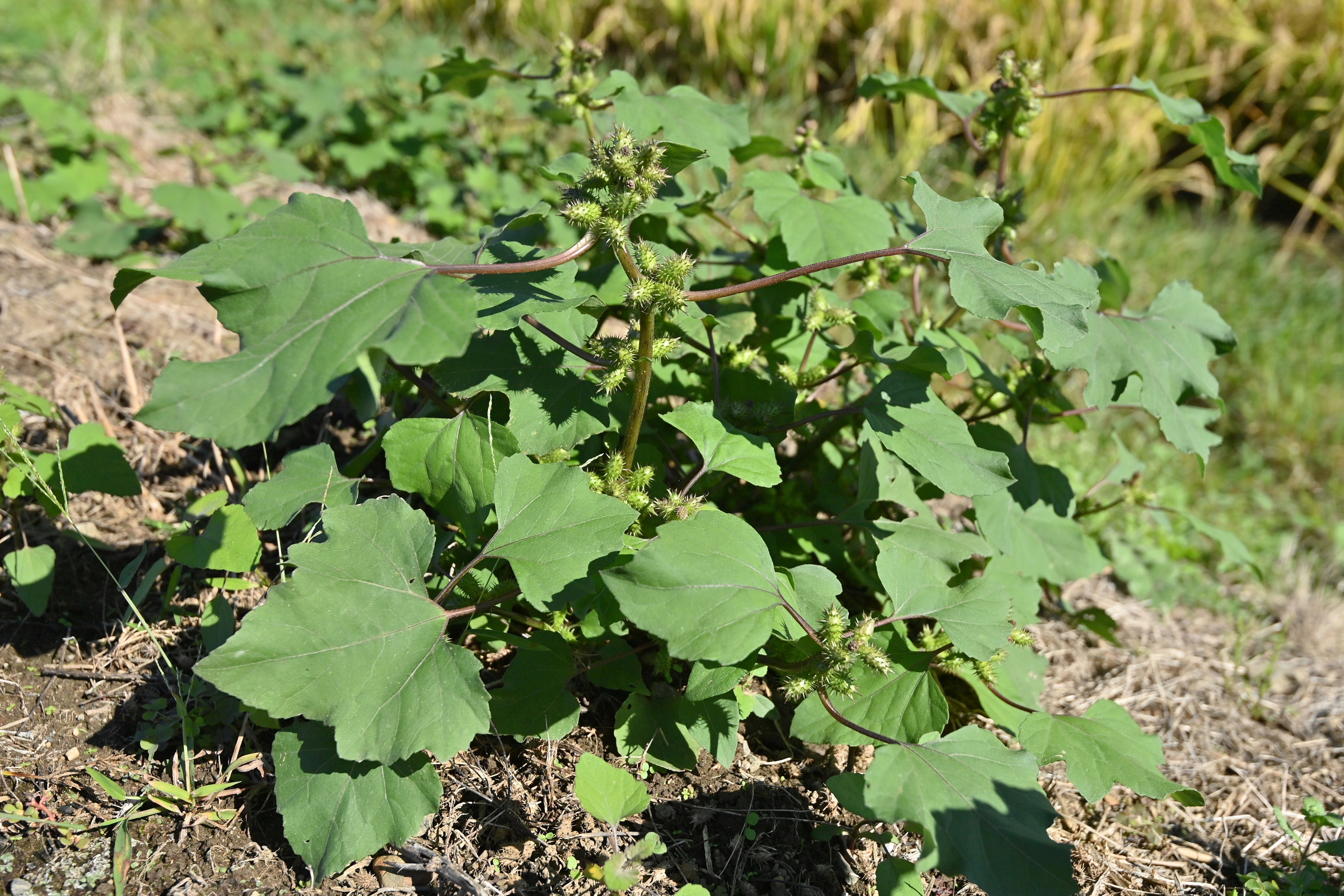
全草
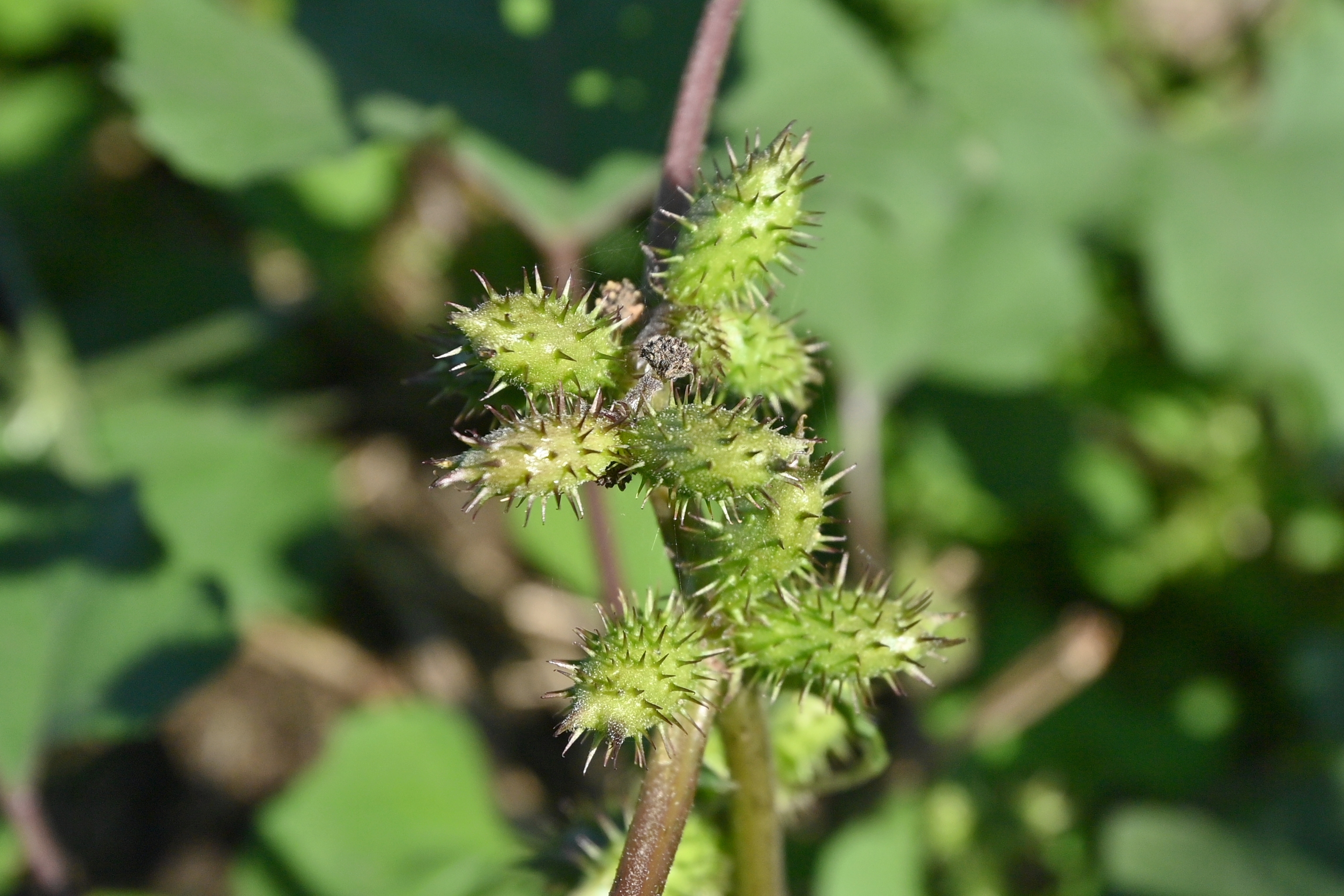
果実

## 外来種問題
日本では1929年（昭和4年）に吉野善介によって岡山県で初めて記録され、現在ではオナモミよりも普通に、日本全国に渡って見ることができる。ときに、オナモミとオオオナモミの中間型も見つけられており、交雑によるものと見られる。
在来種の植物の生育を妨げる恐れがあるほか、牧草地や農作物の有害雑草となる。
外来生物法にもとづき要注意外来生物に指定されており、日本生態学会によって日本の侵略的外来種ワースト100にも選定されている。
日本には本種以外にもイガオナモミやトゲオナモミといった同属の外来種が定着している。